# 호박씨

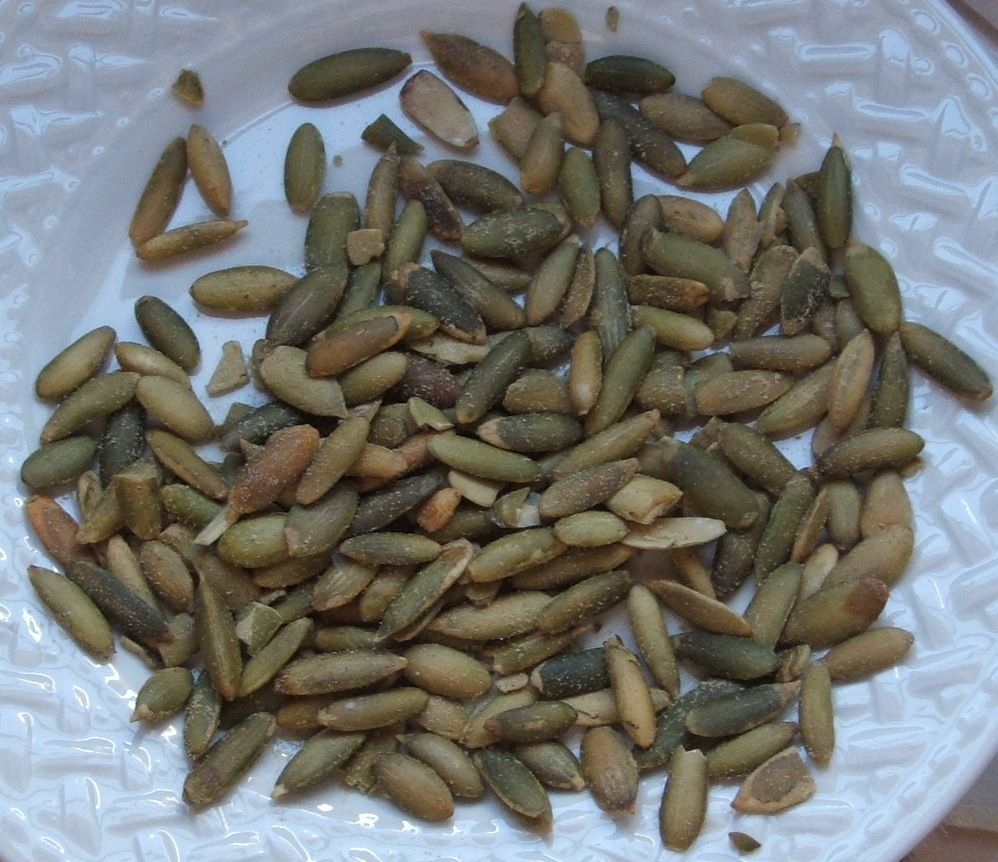
로스팅과 소금을 뿌린 이후의 호박씨

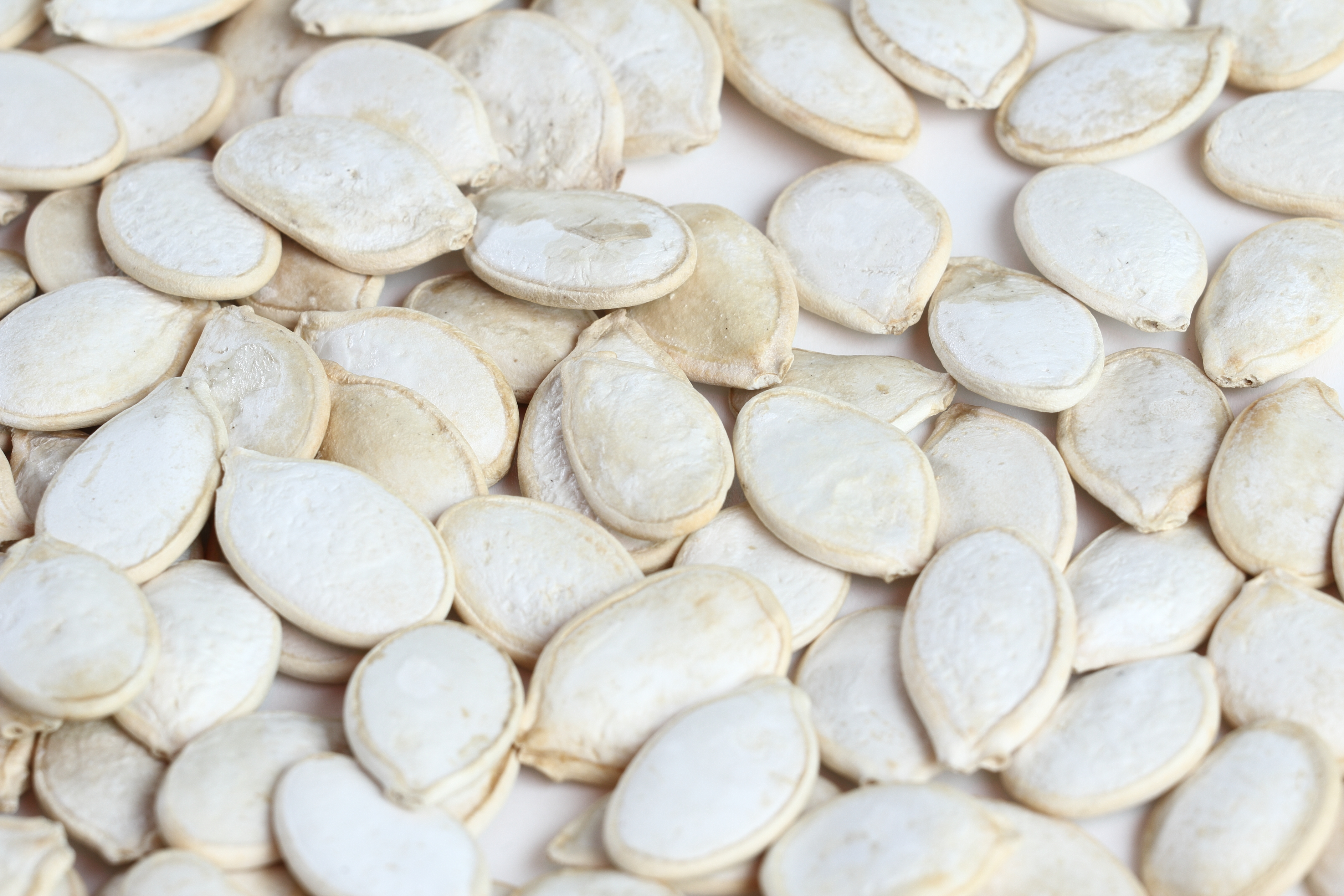
겉껍질 내의 말린 호박씨

호박씨는 호박 또는 기타 특정 호박속 경작종의 먹을 수 있는 씨이다. 이 씨는 보통 평평한 편이며 알모양곡선이 있으며 겉껍질을 제거하면 밝은 녹색을 띈다. 일부 경작종은 겉껍질이 없으며 식용 씨를 위해서만 경작된다. 호박씨는 영양가와 칼로리가 풍부하며 특히 지방, 단백질, 식이섬유, 수많은 미량영양소가 다량 함유되어 있다.

## 기름
호박씨유는 중앙유럽의 중요한 수출품으로서 샐러드와 식용유로 사용된다.
C. maxima pepitas의 지방산 함유량은 다음과 같다.
| n:unsat | 지방산 이름 | 백분율 범위 |
| ------- | ----------- | ----------- |
| (14:0)  | 미리스트산  | 0.003–0.056 |
| (16:0)  | 팔미트산    | 1.6–8.0     |
| (16:1)  | 팔미톨레산  | 0.02–0.10   |
| (18:0)  | 스테아르산  | 0.81–3.21   |
| (18:1)  | 올레산      | 3.4–19.4    |
| (18:2)  | 리놀레산    | 5.1–20.4    |
| (18:3)  | 리놀렌산    | 0.06–0.22   |
| (20:0)  | 아라키드산  | 0.06–0.21   |
| (20:1)  | 가돌레산    | 0–0.035     |
| (22:0)  | 베헨산      | 0.02–0.12   |

## 같이 보기
- 쿠쿠르비타신
- 호박씨유